# 바스 도스트
바스 도스트(네덜란드어: ˈbɑs ˈdɔst, 1989년 5월 31일, 데벤터르 ~)는 네덜란드의 축구 선수이다. 현재 에레디비시의 NEC에서 스트라이커로 뛰고 있다.

## 선수 경력

### 클럽 경력
2015년 2월 14일 푸스발-분데스리가 2014-15 21라운드 바이어 레버쿠젠전에서 바이어 레버쿠젠의 손흥민이 3골을 넣어 해트트릭을 기록했으나 바스 도스트가 4골을 넣으며 팀이 5-4로 이기는데 큰 기여를 했다. 이 경기는 VfL 볼프스부르크가 바이아레나에서 처음으로 승리한 경기이기도 하다.